# Кожушне

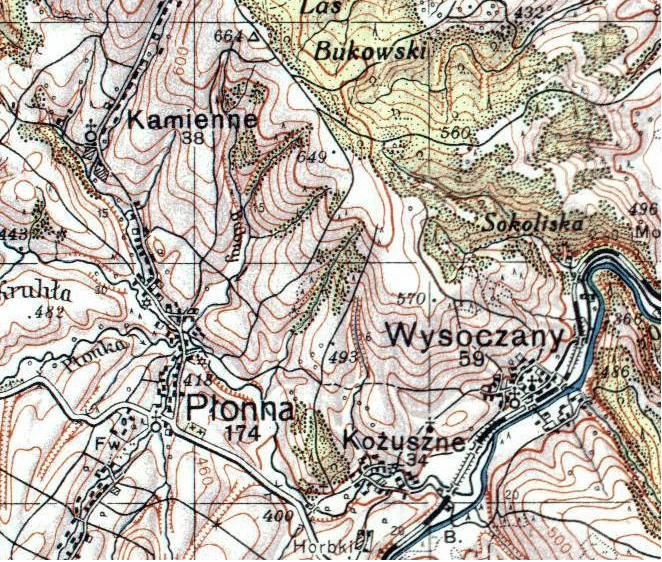
Кожушне на карті 1933 року

Кожушне (пол. Kożuszne) — колишнє лемківське село на Закерзонні — в Польщі, Команчанській гміні Сяноцького повіту Підкарпатського воєводства.

## Розташування
Було в південно-східній частині Польщі, у східній частині Низьких Бескидів на лівому березі річки Ослава — лівої притоки Сяну.

## Історія
Село закріпачене в 1583 р., за Австро-Угорщини стало присілком села Височани (входило до гміни Височани).
В 1880 р. в селі було 192 жителі (переважно українців-грекокатоликів), а в 1898 р. було 24 будинки і 167 мешканців.
До 1880 р. належало до греко-католицької парохії Щавне, з 1880 р.— до парохії Полонна Буківського деканату, до якої належали також Височани і Кам'яне. Метричні книги велися з 1784 р.
Після Другої світової війни жителів вивезли в СРСР, територія спорожніла.